# Sophie Brouhon
Sophie Brouhon, née le 7 février 1972 à Etterbeek est une femme politique belge bruxelloise francophone, membre du Sp.a (néerlandophone). 
Sa carrière politique commence au Centre d'études du Parti socialiste, le centre Emile Vandervelde.
Elle affine ses connaissances institutionnelles, budgétaires et de la fonction publique au sein de différents cabinets ministériels (fédéraux et communautaires)
Après 10 années comme "technicienne", c'est le sp.a de Bruxelles qu'elle choisit pour se présenter en politique active.
C'est la première francophone élue sur une liste néerlandophone à Bruxelles.
Elle est la fille de l'ancien échevin des Finances d'Ixelles : Jean-Pierre Brouhon
Elle est licenciée en économie publique; diplômée en administration publique.

## Carrière politique
2003-2005 : Chef de Cabinet adjoint - Budget et Affaires Intérieures du Vice-Premier Ministre J. Vande Lanotte
2005-2007 : Chef de Cabinet Budget de la Vice-Première Ministre Freya Van den Bossche
2007-2008 : Chef de Cabinet Fonction publique  du Ministre M. Daerden
2008-2009 : Commissaire du Gouvernement de la Communauté française
- 2009-2014 : députée au parlement bruxellois.